# Grosrouvres
Grosrouvres település Franciaországban, Meurthe-et-Moselle megyében. Lakosainak száma 52 fő (2022. január 1.). Grosrouvres Ansauville, Bernécourt, Hamonville, Minorville és Noviant-aux-Prés községekkel határos.

## Népesség
A település népességének változása:
| Lakosok száma | 58   | 44   | 51   | 51   | 54   | 60   | 63   | 57   | 54   | 52   |
|               | 1968 | 1982 | 1990 | 2006 | 2013 | 2015 | 2017 | 2019 | 2020 | 2022 |